# Tyler Hamilton
Tyler Hamilton (ur. 1 marca 1971 w Marblehead, Massachusetts) – amerykański kolarz szosowy startujący wśród zawodowców w latach 1996–2005, w 2004 roku stosując doping zdobył tytuł mistrza olimpijskiego w jeździe indywidualnej na czas w Atenach. W latach 2004–2006 nie startował, został zawieszony w prawach zawodnika za stosowanie dopingu. Hamilton zasłynął przede wszystkim z brawurowej jazdy ze złamanym obojczykiem podczas Tour de France 2003, gdzie wygrał jeden górski etap. Po ostatniej czasówce na wyścigu Vuelta a España, którą wygrał został przyłapany na stosowaniu środków dopingujących i zawieszony na dwa lata. Po powrocie do kolarskiego peletonu, w 2007 roku podpisał kontrakt z ekipą Tinkoff Credit Systems. Hamilton nie ścigał się jednak zbyt długo w ekipie Tinkoff. Pojawiły się informacje, które wskazywały na to, że amerykański kolarz jest powiązany z dr. Fuentesem i Operación Puerto. Od grudnia 2007 roku ścigał się w amerykańskiej grupie Rock Racing, razem z innymi bardzo ‘barwnymi’ kolarzami – Santiago Botero i Oscarem Sevillą.
W kwietniu 2008 zakończył karierę zawodniczą, mimo to dwa miesiące później Amerykańska Agencja Antydopingowa (USADA) nałożyła na niego karę ośmioletniej dyskwalifikacji za drugi przypadek stosowania dopingu (steryd DHEA). Nie utracił jednak złotego medalu olimpijskiego, choć analiza próbki B pobranej od kolarza podczas igrzysk nie dała jednoznacznego wyniku, jednak nieprawidłowości związane z badaniem materiału do badań nie pozwoliły ukarać zawodnika. W maju 2011 roku przekazał złoty medal olimpijski z 2004 roku zdobyty w wyścigu indywidualnym na czas Amerykańskiej Agencji Antydopingowej (USADA) przyznając się do stosowania dopingu i oskarżył o to samo słynnego Lance’a Armstronga. Międzynarodowa Unia Kolarska stanowczo odrzuciła te oskarżenia uznając je za bezpodstawne. Lecz po dokładnym zbadaniu sprawy, 10 sierpnia Międzynarodowy Komitet Olimpijski oficjalnie pozbawił Hamiltona tytułu mistrza olimpijskiego, przyznając złoty medal Wiaczesławowi Jekimowowi (który czekał na oficjalne uznanie jego zwycięstwa 8 lat).

## Najważniejsze zwycięstwa
- 1999 – Post Danmark Rundt
- 2000 – Dauphiné Libéré
- 2002 – etap w Giro d'Italia
- 2003 – Tour de Romandie, Liège-Bastogne-Liège, etap w Tour de France
- 2004 – Tour de Romandie, etap w Vuelta a España
- 2008 – Tour of Qinghai Lake